# 冈田弘隆
冈田弘隆（日语：／ Okada Hirotaka，1967年2月22日—），日本男子柔道运动员。他曾代表日本参加1988年和1992年夏季奥林匹克运动会柔道比赛，其中1992年奥运会获得一枚铜牌。他也曾参加1990年亚洲运动会。